# Knorr-Bremse-fékrendszerek

## A kecskeméti gyár története
A Knorr-Bremse Fékrendszerek Kft. – a Knorr-Bremse konszern egyik legnagyobb és legfontosabb európai gyártóbázisa – Kecskeméten működik. A társaságot ezen a néven 1989-ben alapították, története azonban, az 1960-as évek elején kezdődött.

### A kezdetek (1962. július 1.)
A vidéki ipartelepítés hajnalán született meg a döntés: a tizenkét évvel azelőtt megyeszékhellyé vált Kecskemétre kerül a Pneumatikus és Hidraulikus Gépelemek Gyárának egyik telephelye. 1962. július 1-jén egy hajdani honvédségi laktanya – ma a GAMF – területén 72 fős létszámmal indult meg a termelés; a dolgozókat helyből toborozták, ám például a főmérnököt a fővárosból helyezték ide. Kezdetben bányászati és építőipari légkalapácsokat, illetve hidraulikus munkahengereket gyártottak.

### Új gyár a Szegedi úton
A Kohó- és Gépipari Minisztérium 1964-ben jóváhagyta a Szegedi úti új gyár 102 millió forintos beruházási tervét, a kivitelezést 1967 májusában kezdte és 1970-ben fejezte be a BÁÉV. Nem sokkal az avatás után a gyárat a Szerszámgépipari Művekhez csatolták; majd 1972-ben a SZIM – a Knorr-Bremsével kötött licencmegállapodás alapján – megkezdte a fékszerelvények gyártását. Mindez a központi járműprogramba való bekapcsolódást jelentette: a fő vevő az Ikarus és a Rába, a Csepel Autógyár, a Budamobil és a Hódgép volt. A fénykorában évente több mint tízezer autóbusz készült Magyarországon. A hidraulikus gépek gyártása megszűnt, a szerszámgépgyártás azonban tovább fejlődött.

A kecskeméti gyár szerencsésnek mondhatta magát. A Knorr-együttműködésbe bonyolult szerelvények gyártásával kapcsolódhatott be, ez pedig jótékonyan hatott a vállalat egészére: egyrészt folyamatosan fejlesztették, hogy eleget tehessen a kiszámíthatóan növekvő Ikarus-igényeknek, másrészt a termék is állandóan korszerűsödött. 1973-ban a gyárban befejeződött egy forgácsolástechnikai rekonstrukció, melynek révén automata és félautomata célgépek jelentek meg a termelésben.

### Felépül a Fékszerelde
A Knorr-licenc alapján gyártott légfékszerelvények végátvételét automatizálással korszerűsítették. 1979-re az igények annyira megnőttek, hogy szükségessé vált a II. üzemcsarnok – itt kapott helyet a fékszerelde is – felépítése. 

Az 1980-as évek közepére a SZIM kecskeméti gyárát az iparág legjobbjai között emlegették. Méltán, hiszen a szerszámgépgyártó szegmensben – olasz licenc alapján – hozzákezdtek az elektronikus revolverfej gyártásához. Jellemző, hogy a III. üzemcsarnok – itt készült az NC és CNC vezérlésű szerszámgépek nélkülözhetetlen eleme, a golyósorsó – eleve úgy épült meg, hogy működött benne a légkondicionálás, ami abban az időben szinte teljesen ismeretlen volt másutt. 1987-re teljes technológiai rekonstrukciót hajtottak végre a fékgyártásban is – ennek keretében CNC-vezérlésű szerszámgépeket állítottak munkába. 

A SZIM kecskeméti gyára számos vonatkozásban kiemelkedett az ipar többi vállalata közül. Kiterjedt és kitűnő képzés folyt itt, modern gépeken – a SZIM-nél tanult esztergályosokért máig versengenek. Érdemes megjegyezni azt is, hogy bíztak a fiatalokban: nem számított ritkaságnak, hogy egy friss diplomás 30 éves korára már osztályvezető lett.

### 1989: Megalakul a vegyesvállalat
Azt, hogy a SZIM és a Knorr-Bremse vegyesvállalatot hozzon létre, a kecskeméti gyár vezetői vetették föl, és az ő javaslataik alapján kezdődtek meg a tárgyalások. 1989. november 24-én írták alá a Knorr-Bremse, SZIM és Társa Járműtechnika Kft. alapító okiratait; a harmadik tulajdonos – 5% részesedéssel – a vállalat termékeit exportáló vállalat, a Mogürt volt. A 240 milliós törzstőkével létrehozott társaság az első időkben bérelte a kecskeméti ingatlant. 1992 júliusáig tartott a joint-venture időszak: ekkor a Knorr-Bremse Systeme für Nutzfahrzeuge GmbH (München) kivásárolta a két magyar tulajdonost és tulajdonosa lett az ingatlannak is. 

A kecskeméti gyár pozíciója a Knorr-csoporton belül folyamatosan változott: erősödött. A társaság ma a pneumatikus fék-, felfüggesztési és segédrendszerek gyártó- és fejlesztési – központja. Ám idáig hosszú út vezetett.

### 1995: A K+F Magyarországon
A Knorr – történelméből tudható – létezését köszönheti az innovációnak, és ezért nagy hangsúlyt helyez a kutatásra és fejlesztésre. A K+F tevékenység Magyarországon 1995-ben indult. 1999-ben – csaknem egy milliárd forintos beruházás eredményeként – nyílt meg a Knorr-Bremse budapesti Kutatási és Fejlesztési Központja. 

Ma már több mint kilencven, magasan képzett mérnök dolgozik Budapesten az elektronikus rendszerek, Kecskeméten pedig a pneumatikus, elektro-pneumatikus berendezések tervezésével és vizsgálatával. Munkájuk eredménye többek között olyan új termékekeben öltött testet mint a motoros járművek és pótkocsik elektronikus fék- ls menetdinamikai stabilizáló rendszerei (EBS, ESP, RSP), illetve a teljesen új technológiai megoldásokkal előállított műanyagházas és kerámiabetétes szintállító szelepek. A TEBS (Pótkocsi Elektronikus Fékrendszer) termékcsoport kifejlesztéséért és a hozzá tartozó kompetencia felépítésért a vállalat elnyerte a Gazdasági Minisztérium 2001-es Ipari Innovációs díját. 

A magyarországi K+F a Knorr-Bremse globális fejlesztési szervezetének meghatározó tagja (közel 100 mérnök a globális haszonjármű üzletág mintegy 600 mérnökéből), önálló termékcsoport és projektfelelőségekkel. A Knorr-Bremse a K+F magyarországi 10 éves tevékenysége alatt a budapesti és kecskeméti fejlesztési csoport számára felépítette a világszínvonalú fejlesztési tevékenységhez szükséges kompetenciákat a teljes jármű és menetdinamikai vizsgálatoktól az egyes rendszerkomponensek minden részletre kiterjedő tesztelési lehetőségéig (klímakamrák, sósköd, sárteszt, élettartam vizsgálatok…stb.)

### 1996: Irány Kelet-Európa
Az 1990-es években két nagyon fontos fejleményt rögzített kecskeméti gyárának krónikás könyve. 1996-ban Kecskemét kivívta azt a jogot, hogy ne csak gyártson a központnak, hanem – a teljes kelet-európai régióban – önállóan kereskedhessen is, ráadásul nem csak saját, hanem a konszern minden termékével. Ez azt jelentette, hogy elláthatja a haszonjármű gyártókat és megjelenhetett a pótalkatrész piacon is. 

A régió nemcsak földrajzi értelemben, hanem gazdasági potenciálját tekintve is óriási. Az itt működő járműgyártók – PAZ, Kamaz, MAZ, LIAZ, LAZ, URALAZ – jól ismertek a nemzetközi piacokon. Komoly teljesítmény, hogy ma már ők is Knorr-fékeket használnak. A kecskeméti előretörés jellemzésére egy adat: értékesítése 2004-ben megközelítette a 18 milliárd forintot, az export aránya meghaladta a 90%-ot, ebből 21 millió eurót tett ki a kelet-európai export. Mindeközben kiépült a kelet-európai pótalkatrész-ellátás: a márkakereskedők és szervizek hálózata. A rendszert folyamatosan fejlesztik.

A gyárba állandóan áramlik a friss tőke, éves szinten a beruházások és fejlesztések értéke 600-800 millió forint. 1998-ban adták át az új üzemrészt, amely a kapacitás növelésén túl a gyártmánypaletta szélesítését is lehetővé tette, és magával vont a logisztika – közvetlen vonali szállítás – modernizálását is. Magyarországon új japán munkaszervezési elvek – Kanban, Kaizen – honosodtak meg a gyakorlatban is. A legutóbbi éveket a technológia korszerűsítése, újabb megmunkáló központok, automatikus próbapadok, felületkezelő berendezések beszerzése jellemezte.

2002-ben a cég magasraktári berendezések üzembe helyezésével logisztikai tevékenységét is tovább fejlesztette. A 2004-es év nagy eredménye a pormentesített szerelde létrehozása mellett a TPS (Truck Production System) bevezetése volt, ami az egész cégcsoporton belül egységesítette a munkamódszereket a layout, a vizualizálás, a közlekedési utak és a ppm értéket jelentősen csökkentő minőségi kapuk tekintetében.

### Az @-vállalat
A társaság politikájában egyre nagyobb szerepet kap a korszerű tudás. A cég mára már a teljes pótalkatrész kereskedelmét a világhálón keresztül bonyolítja, illetve beszállítóival és a hatóságokkal is kiépítette az elektronikus kapcsolatot.

Az e-vállalati fejlesztések során 2002 májusában nyílt meg az internet kávézó, amelyet a vállalat összes dolgozója – munkaidőn kívül – korlátlanul és ingyenesen használhat, 2004-től pedig már a karrierportálon keresztül is elérhető a vállalat az érdeklődők számára.

A vállalat összes munkafolyamata az üzleti kiválóságra törekvő, folyamatos és magas színvonalú minőségbiztosításra alapozódik. A cég korábban QS9000 szerint tanúsított minőségbiztosítási rendszere 2001-ben kibővült az ISO TS16949 tanúsítvánnyal is.

Kulcselem a folyamatos jobbítás, amely egyben a vevőelégedettség fenntartásának és javításának előfeltétele. Kiemelt fontosságúak a minőség megőrzése és fejlesztése érdekében végrehajtott képzések, amelyek a cég összes dolgozóját érintik.

1998-ban középvállalati kategóriában a Knorr-Bremse Fékrendszerek Kft. elnyerte a Nemzeti Minőségi Díjat. 2001-ben, miután megpályázta az Európai Minőségdíjat, a Kiválóság elismerése címmel tüntették ki. Átfogó környezetvédelmi menedzsement rendszert működtet, és rendelkezik az ISO 14001-nek megfelelő környezetvédelmi rendszer-tanúsítvánnyal is.

### A Knorr-Bremse napjainkban
A Knorr-Bremse cégcsoport 2005-ben ünnepelte 100 éves évfordulóját, illetve a budapesti K+F központ is ekkor ünnepelte tízéves születésnapját. A centenáriumi évet természetesen Kecskeméten is méltóképpen ünnepelték meg. Ebben az évben a cég forgalma először haladta meg a 20 milliárd forintot.

2006-ban a cégcsoport közúti és vasúti üzletága különdíjat ért el az Európai Minőségi Díjon. A különdíjjal jutalmazott vállalatok az üzleti kiválóság modell egy-egy területén nyújtanak kiemelkedő teljesítményt. A cég 2006-ban tovább erősödött és 30,2 milliárd forintos forgalmának köszönhetően a cégcsoport legsikeresebb lokációjává vált, és ki is tüntették a vállalatcsoport 2006. évi legjobb teljesítményéért járó díjával.

## Gyártott termékek
Kecskeméten zömmel a levegő-előkészítés részegységeinek és a légfékrendszer szelepeinek gyártása folyik. Szintén itt készül a Knorr-Bremse egyik újdonsága, az integrált levegő-előkészítő egység (APU), amely egyesíti a légszárítót és a védőszelepet.

### Az APU működési elve
Az APU működése során a légszárítóba belépő levegő először a patron alatti részbe jut, ahol azt a lefelé irányuló spirális alakú perdítőcsatorna forgó mozgásra kényszeríti. Így a centrifugális erő hatására az olaj- és kondenzívrészecskék a hengerpalást mentén kiválnak a sűrített levegőből. A sűrített levegő csak ezután áramlik a légszárító patronba, mely a páratartalmát tovább csökkenti. Ahová ezt az egységet beépítették, a légszárító alumíniumöntvény házának külső részét hűtőbordázattal látták el, hogy minél több kondenzátum válthasson ki. A regeneráció fázisában a házban összegyűlt kondenzátum és olaj távozik a rendszerből.